# Franz Senn
Franz Senn (Unterlängenfeld, 19 marzo 1831 – Neustift im Stubaital, 31 gennaio 1884) è stato un presbitero e alpinista austriaco.
Sacerdote, è stato anche parroco di Neustift im Stubaital contribuendo allo sviluppo del turismo alpinistico nella regione. Nel 1869 è stato uno dei co-fondatori dell'Österreichischer Alpenverein; soprannominato il "parroco del ghiacciaio" (Gletscherpfarrer) gli è stato dedicato un rifugio alpino, il Franz-Senn-Hütte (2149 m) nella vicina Oberbergtal.